# Weston (Contea di Marathon, Wisconsin)
Weston è un villaggio degli Stati Uniti d'America, situato in Wisconsin, nella contea di Marathon.